# Consell Regional de Neve Midbar
El Consell Regional de Neve Midbar (en hebreu: מועצה אזורית נווה מדבר) (transliterat: Moatza Azorit Neve Midbar) (en àrab: المجلس الإقليمي واحة) (transliterat: Majlis Iqlimi Neve Midbar) és un dels dos consells regionals beduïns formats en el desert del Nègueb. El Consell Regional de Neve Midbar es troba en el desert del Nègueb, al nord-oest d'Israel i està poblat pels beduïns del Nègueb. Hi ha quatre comunitats reconegudes en el Consell Regional de Neve Midbar: Abu Talul, Abu Qrenat (Abu Quraynat), Qasr al-Sir, Bir Hadaj. Aquestes comunitats eren habitades per gairebé 10.000 persones (en 2013) amb Bir Hadaj sent la més gran d'elles. Hi ha un gran nombre de beduïns que viuen en llogarets no reconeguts per l'estat.